# Fizz

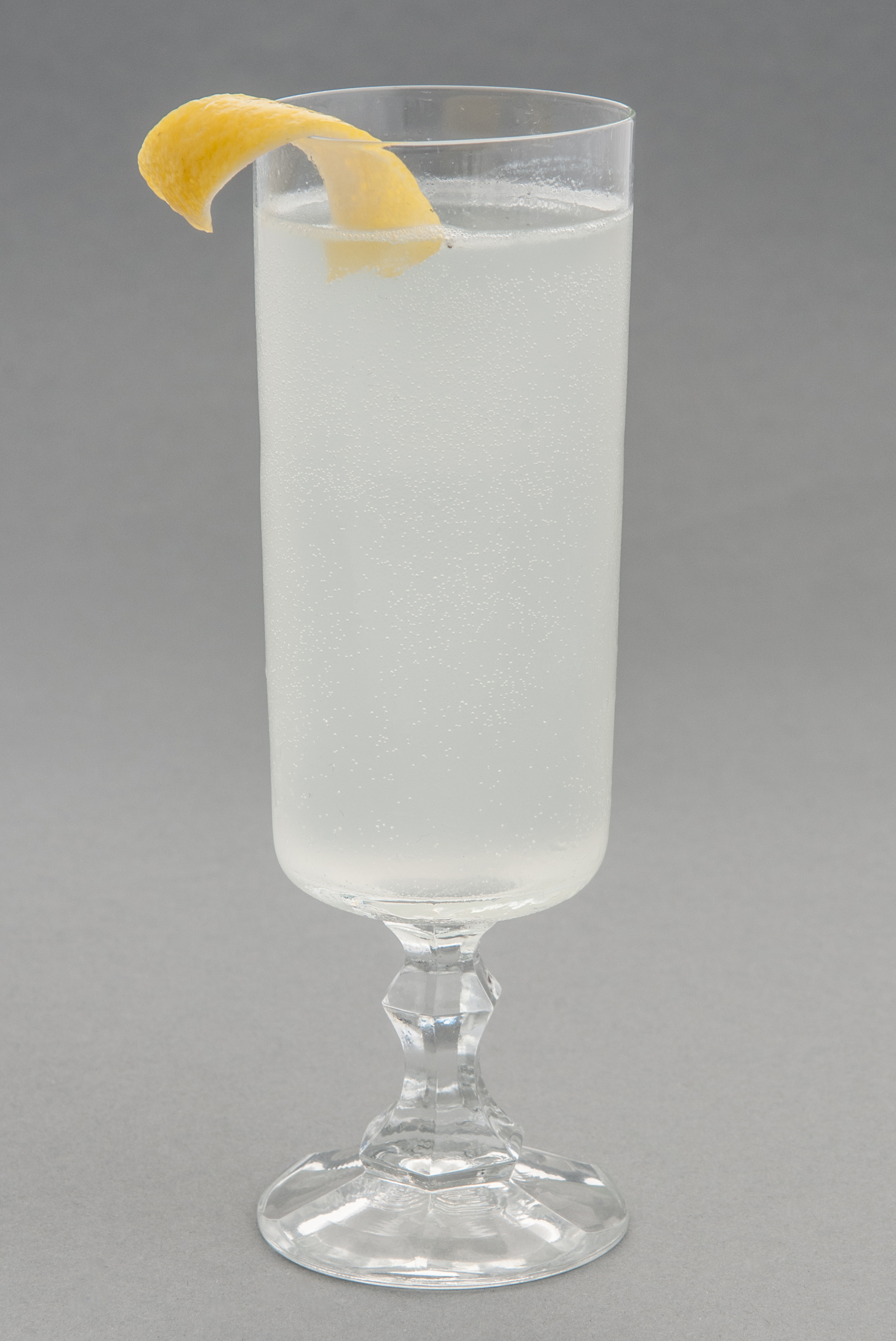
Gin Fizz

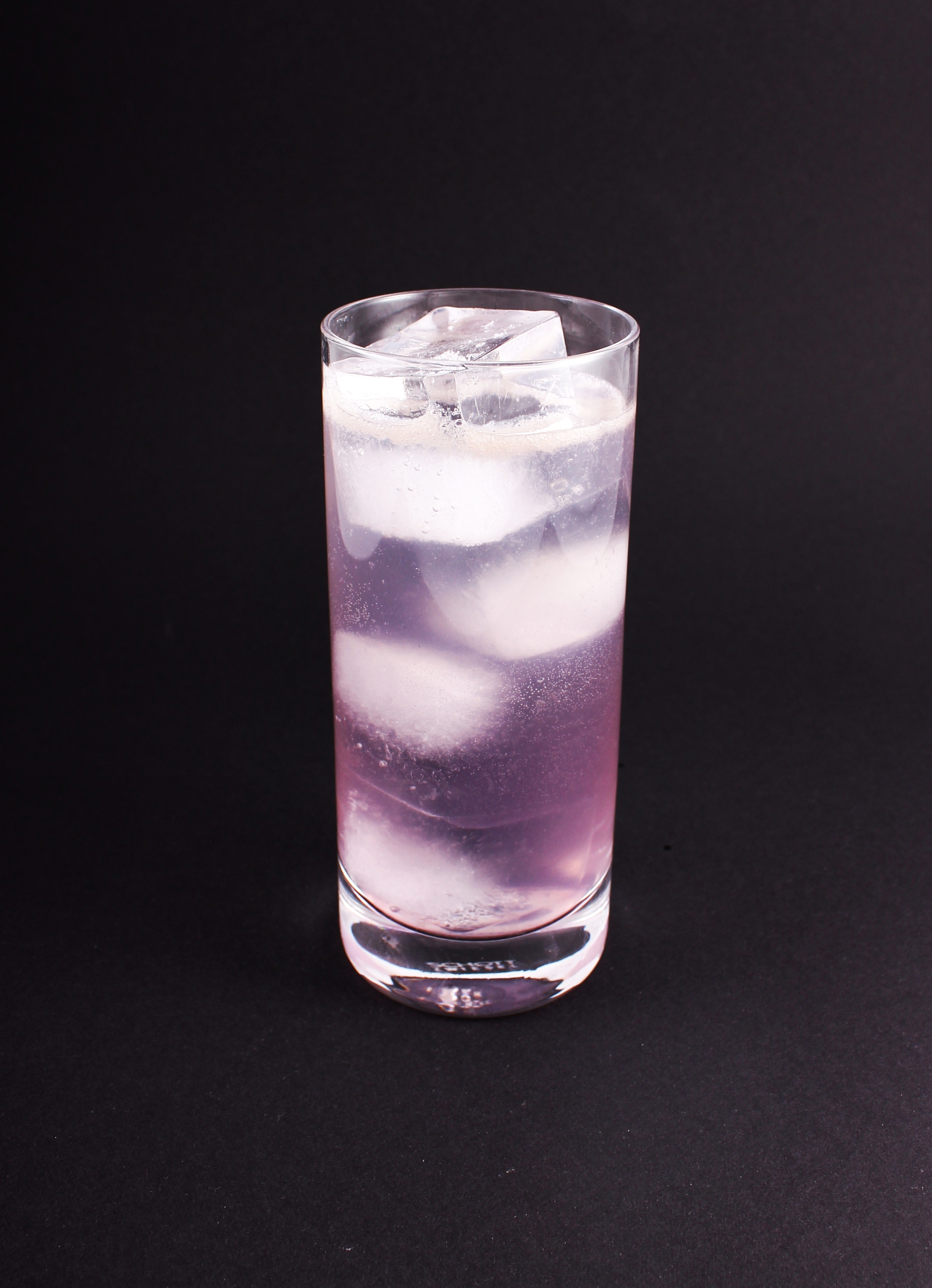
Violet Fizz mit Crème-de-Violette-Likör

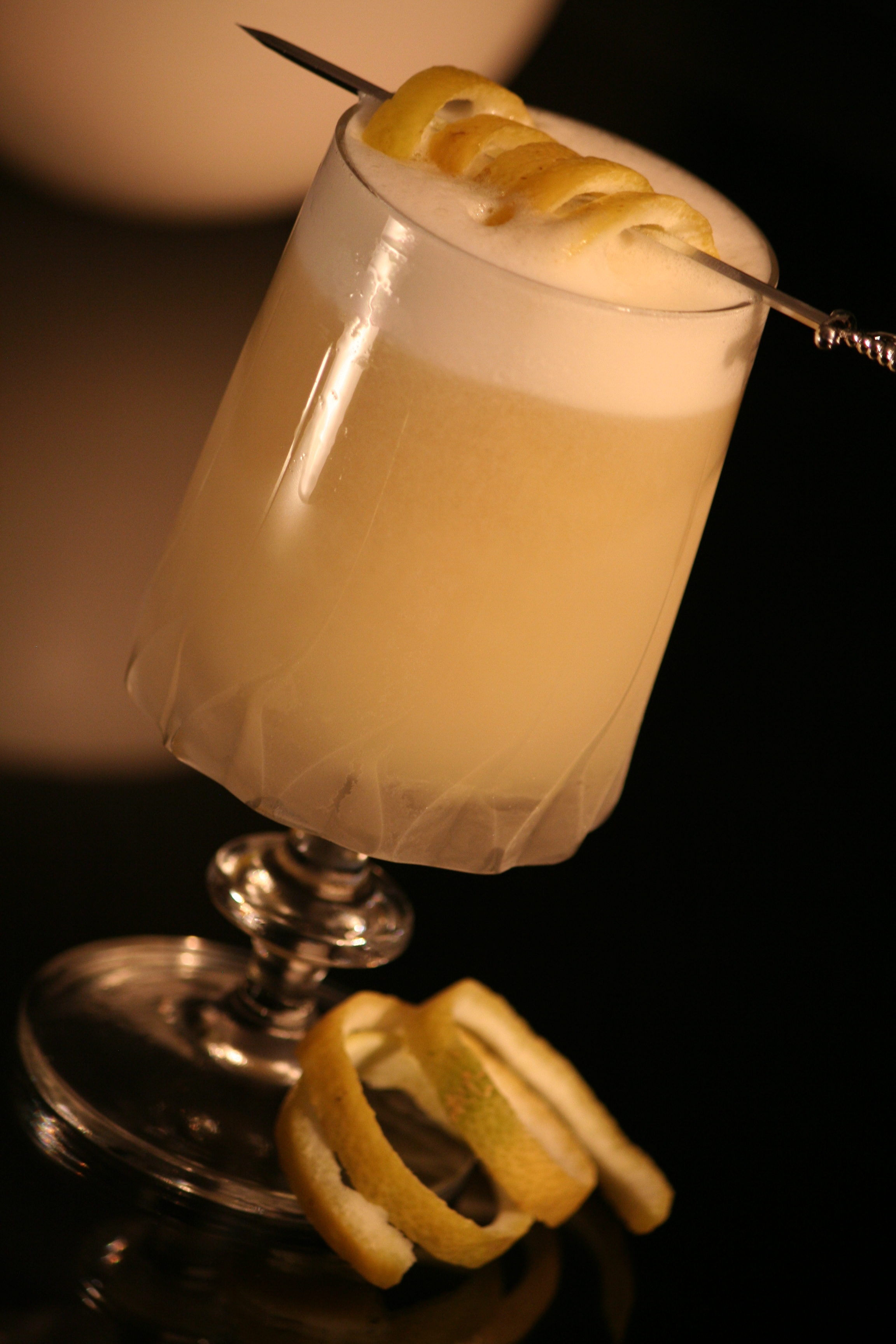
Morning Glory Fizz

Ein Fizz [fɪs] (Plural: Fizzes [ˈfɪzɪs], von engl. fizz [fɪz] = zischen, aufbrausen) ist ein erfrischender, alkohol- und kohlensäurehaltiger Cocktail. Er gehört zu den Klassikern in der Geschichte der Cocktails und bildet mit seinen zahlreichen Varianten eine eigene Drinkgruppe. Zu den bekanntesten Fizzes zählt der Gin Fizz.

## Grundstruktur
Fizzes sind geschüttelte Sours, die mit etwas Sodawasser aufgefüllt werden. Hauptbestandteile sind folglich die (in der Regel namensgebende) Basisspirituose, Zitronensaft, Zucker bzw. Zuckersirup und Soda. Zur Abrundung können weitere Zutaten hinzutreten: Ein Silver Fizz enthält zusätzlich flüssiges Eiweiß, ein Golden Fizz Eigelb, ein Royal Fizz ein ganzes Ei, ein Cream Fizz etwa 2 cl Sahne. Ein mit Champagner statt Soda aufgefüllter Gin Fizz heißt Diamond Fizz; zum Teil wird aber auch der bei anderen Champagner-Drinks übliche Zusatz Royal verwendet (vgl. Kir).

## Unterschied zwischen Collins und Fizz
Die Abgrenzung zu einem Collins ist schwierig, da es sich bei beiden Getränken um mit Sodawasser ergänzte Sours handelt. Vielfach gleichen sich die Rezepturen oder unterscheiden sich nur in Details. Die „offiziellen“ Rezepte für einen Gin Fizz und einen John Collins der International Bartenders Association unterscheiden sich beispielsweise darin, dass der Gin Fizz nicht im Gästeglas „gebaut“ wird, sondern man die Sour-Mischung separat mit Eis schüttelt und erst danach im Gästeglas mit Soda auffüllt. Zudem wird er ohne Eiswürfel in einem Tumbler, der Collins hingegen in einem mit Eiswürfeln gefüllten Collins- oder Longdrinkglas serviert.
Zum Teil wird auch nach der Größe differenziert: So sei ein Fizz lediglich ein „leicht aufgefizzter Sour“, also eher ein mit entsprechend wenig Soda verlängerter Shortdrink, der ohne Eiswürfel in einem vergleichsweise kleinen Fizz-Glas serviert wird. Der Collins hingegen wird oft als echter Longdrink gesehen, es wird dann mehr Soda verwendet und mit Eiswüfeln in einem hohen Glas serviert. Auch diese Unterscheidung ist aber nicht einheitlich, in der Literatur lassen sich zahlreiche widersprüchliche Aussagen ausmachen.

## Zubereitung
Fizzes werden im Cocktail-Shaker auf Eis zubereitet und anschließend durch ein Barsieb in ein Highballglas, welches zu 3/4 mit Eiswürfeln gefüllt ist, gegossen, oder ohne Eis im etwas kleineren Fizzglas oder einem kleinen Becherglas (Tumbler) serviert. Nun wird mit einem kleinen Schuss Soda „aufgespritzt“. Wird eine Siphonflasche verwendet, entsteht dabei das charakteristische und namensgebende Fizz-Geräusch. Da Sodawasser einen erhöhten Gehalt an Natriumhydrogencarbonat aufweist, entsteht im Glas durch dessen Reaktion mit der Zitronensäure zusätzliches Kohlendioxid (CO2), ein von Brausetabletten bekannter Effekt. Alternativ kann auch ein gewöhnliches, stark kohlensäurehaltiges Mineralwasser verwendet werden. Als Dekoration eignet sich, wenn überhaupt, eine Zitronenscheibe. Fizzes werden traditionell ohne Trinkhalm serviert und getrunken.
Die International Bartenders Association zählt den Gin Fizz als „unvergesslichen“ Klassiker (engl. The Unforgettables) zu ihren Official IBA Cocktails. Im Rezept wird vergleichsweise viel Sodawasser verwendet: 4,5 cl Gin, 3 cl frisch gepresster Zitronensaft und 1 cl Zuckersirup werden zunächst mit Eiswürfeln geschüttelt, dann in einen Tumbler abgeseiht, mit etwa 8 cl Sodawasser aufgefüllt und mit einer Zitronenscheibe garniert, jedoch ohne Eiswürfel serviert. Eine weitere, übliche Formel besteht aus 5–6 cl Gin, 3 cl Zitronensaft, 2 cl Zuckersirup und ein wenig Soda.

## Bekannte Fizz-Varianten

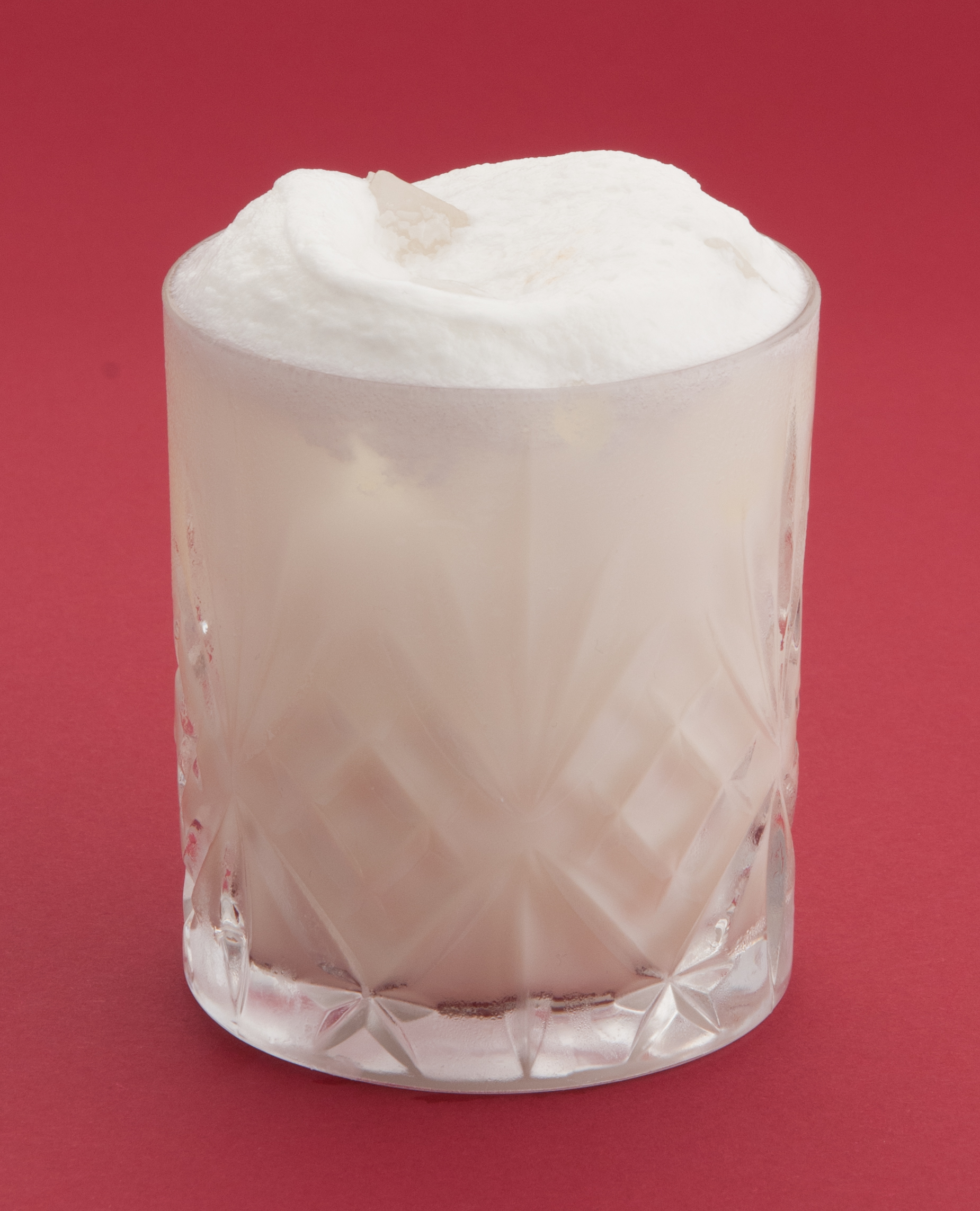
Verlängert man einen Sour auf Gin-Basis mit etwas Sodawasser, entsteht ein Gin Fizz, mit zusätzlich Eiweiß wird ein Silver Fizz daraus. Der abgebildete Ramos (Gin) Fizz enthält darüber hinaus Sahne und einige Tropfen Orangenblütenwasser.

Ein Fizz ist mit allen Spirituosen und Likören möglich, die auch in einem Sour harmonieren. Beispiele sind der Brandy Fizz mit Brandy als Basisspirituose, Rum Fizz mit weißem Rum, Sloe Gin Fizz mit Sloe Gin (Schlehenlikör) bzw. als Royal Sloe Gin Fizz zusätzlich mit einem Ei, Apricot Fizz mit Apricot Brandy und einem Schuss Orangensaft, Danish Fizz mit Gin und Cherry Brandy, Violet Fizz mit Gin und Crème de Violette und der Pineapple Fizz mit weißem Rum und einem Schuss Ananassaft. Die Grundformel Spirituose(n) + Zitrussaft + Zucker + Soda wird dabei an die verwendeten Zutaten angepasst und ggf. ergänzt; bei Fizzes mit Likören wird beispielsweise der Zuckersirup weggelassen oder sein Anteil reduziert.
Der Morning Glory Fizz besteht in seiner 1895 von George Kappeler erstmals veröffentlichten Form aus Scotch Whisky, Zitronensaft, Zuckersirup, Eiweiß und etwas Absinth. In späteren Varianten werden auch Rye oder Bourbon Whiskey verwendet und der Drink beispielsweise mit Curaçao, Cognac und Bitters abgerundet.
Eine Besonderheit bildet der im 19. Jahrhundert in New Orleans entstandene Ramos (Gin) Fizz aus Gin, Zitronensaft, Zuckersirup sowie zusätzlich Eiweiß, Sahne und einigen Tropfen Orangenblütenwasser, der nur mit wenig Sodawasser aufgefüllt wird.